# 筑前宮田站
筑前宮田站（日语：／ Chikuzen-Miyada eki */?）是位於福岡縣鞍手郡宮田町（現時：宮若市）大字宮田字桐野，九州旅客鐵道（JR九州）宮田線的鐵路車站（廢站）。

## 歷史
- 1902年（明治35年）2月19日：九州鐵道貨物支線勝野站至宮田站之間開業，宮田站（貨運車站）啟用[1]。
- 1904年（明治37年）：改名為桐野站[1]。
- 1907年（明治40年）7月1日：九州鐵道被國有化（日语：鉄道国有法）[1]。
- 1912年（明治45年）7月21日：國鐵桐野線勝野站至宮田站之間開設客運業務。此站成為一般車站[1]。
- 1937年（昭和12年）8月20日：改名為筑前宮田站[1]。路線名稱改為宮田線[1]。
- 1982年（昭和57年）11月15日：結束貨運業務[1]。
- 1984年（昭和59年）2月1日：結束行李起卸業務[1]。同時成為無人車站[3][4]。
- 1987年（昭和62年）4月1日：因國鐵分割民營化，此站成為九州旅客鐵道的車站[1]。
- 1989年（平成元年）12月23日：隨著宮田線全線廢除，此站也被廢除[1]。

## 車站構造
此站為地面車站，設有1面1線的單式月台。此站是無人車站，站內設有木造站舍。曾經此站設有多條例線以用作裝載煤炭。

## 運輸量、收入
| 年度 | 客量（人） | 貨運量（公噸） | 客運収入（日圓） | 貨運收入（日圓） |
| ---- | ---------- | -------------- | ---------------- | ---------------- |
| 1924 | 154,843    | 680,145        | 38,531           | 656,196          |
| 1928 | 188,805    | 683,623        | 45,868           | 691,539          |
| 1931 | 155,463    | 363,178        | 37,533           | 386,145          |
| 1935 | 166,287    | 562,435        | 50,021           | 619,539          |

- 資料取自各年度《福岡縣統計書》。

## 車站周邊

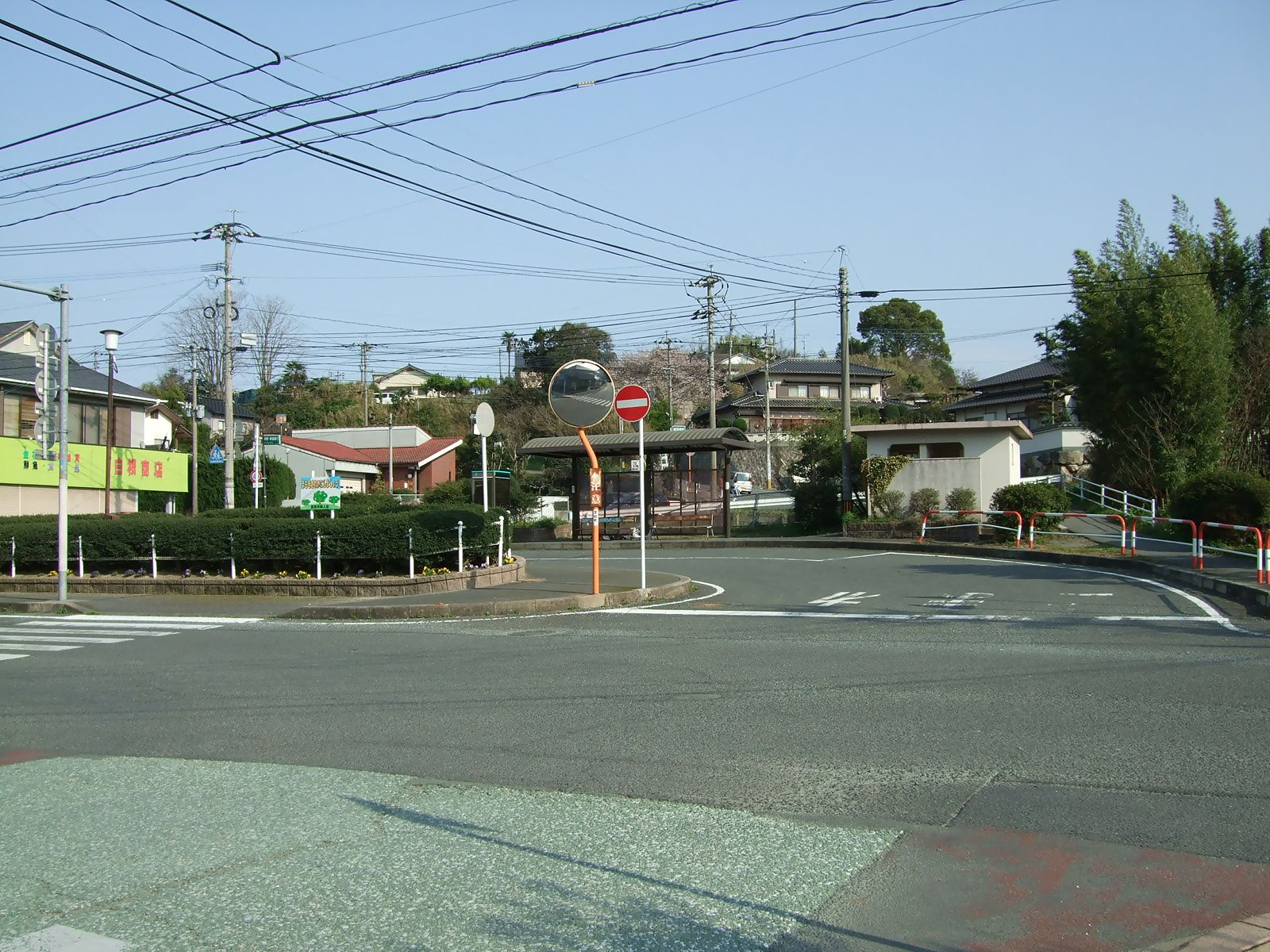
站前（2010年3月）

車站位於宮田町中心南邊，距離町中心和JR九州巴士直方線宮田町站（現時：宮田站）800米，中間隔著八木山川和犬鳴川。
- 宮田町公所（現時：宮若市政廳）
- 福岡縣宮田警署（現時：福岡縣直方警署（日语：直方警察署） 宮若警部交番（日语：宮若警察署））
- 直方·鞍手廣域市町村圈事務組合消防本部（日语：直方・鞍手広域市町村圏事務組合#直方・鞍手広域市町村圏事務組合消防本部）宮田消防署
- JR九州巴士直方線（日语：直方線）宮田站

## 其他
此站的站名日文讀法為「みやだ」，但是所在地的舊町名日文讀法為「みやた」。

## 相鄰車站
九州旅客鐵道（JR九州）
宮田線
磯光－筑前宮田

## 注腳
1. 1 2 3 4 5 6 7 8 9 10 11 12 13 14  石野哲 (编).  初版. JTB. 1998-10-01: 797language=ja. ISBN 978-4-533-02980-6.
2. 1 2  西崎さいき. . 伊卡洛斯出版. 2018-04-25: 174. ISBN 978-4-8022-0494-1 （日语）.
3. 1 2  . 交通新聞 (交通協力会). 1984-01-24: 1 （日语）.
4. ↑  . 鐵道公報號外 (日本國有鐵道總裁室文書課). 1984-01-30: 32 （日语）.

## 相關項目
- 日本鐵路車站列表 Chi